# Viešvėnai
Viešvėnai albo Viešvėnai I (hist., pol. Wieszwiany) – wieś na Litwie w rejonie telszańskim okręgu telszańskiego, 7 km na południowy wschód od Telsz.

## Historia
Znaleziska archeologiczne wskazują, że tereny te były zamieszkałe już w okresie paleolitu. Pierwsza wzmianka o istniejącym tu kopcu w źródłach pisanych pochodzi z 1253 roku (miejsce to nazywało się wtedy Wieswe, Versevene). Wzmianki o wsi pojawiają się wielokrotnie w XIV–XVI wieku.

### Własność
Według spisów podskarbińskich w 1569 roku Wieszwiany były królewskimi dobrami stołowymi, następnie zostały przemienione na niegrodowe starostwo (ciwuństwo). Na przełomie XVII i XVIII wieku były dzierżawione przez Ferdynanda Ignacego Piłsudskiego (~1670–1717), następnie przez jego syna Franciszka (1707–1791). Po rozbiorach majątek został sprywatyzowany przez władze carskie. W połowie XIX wieku należały do Antoniego Huka herbu Radwan, syna Jana, żonatego z Marianną Witkowską herbu Nowina. Kolejnym właścicielem Wieszwian był ich syn Józef (1873–?) żonaty z Julią Dąbrowską (1876–1924) herbu Junosza, a ostatnim był ich syn Tadeusz Huk (1908–1944) żonaty ze Stanisławą Kosibą (1909–1943).
Tutejsze dobra Huków miały w ostatniej dekadzie XIX wieku powierzchnię 302 dziesięcin.

### Przynależność administracyjna
| rok  | liczba ludności        |
| ---- | ---------------------- |
| 1528 | 33 rodziny szlacheckie |
| 1859 | 376                    |
| 1862 | 376                    |
| 1902 | 992                    |
| 1923 | 244                    |
| 1959 | 263                    |
| 1970 | 297                    |
| 1979 | 479                    |
| 1983 | 521                    |
| 1987 | 501                    |
| 1989 | 525                    |
| 2001 | 552                    |
| 2011 | 471                    |

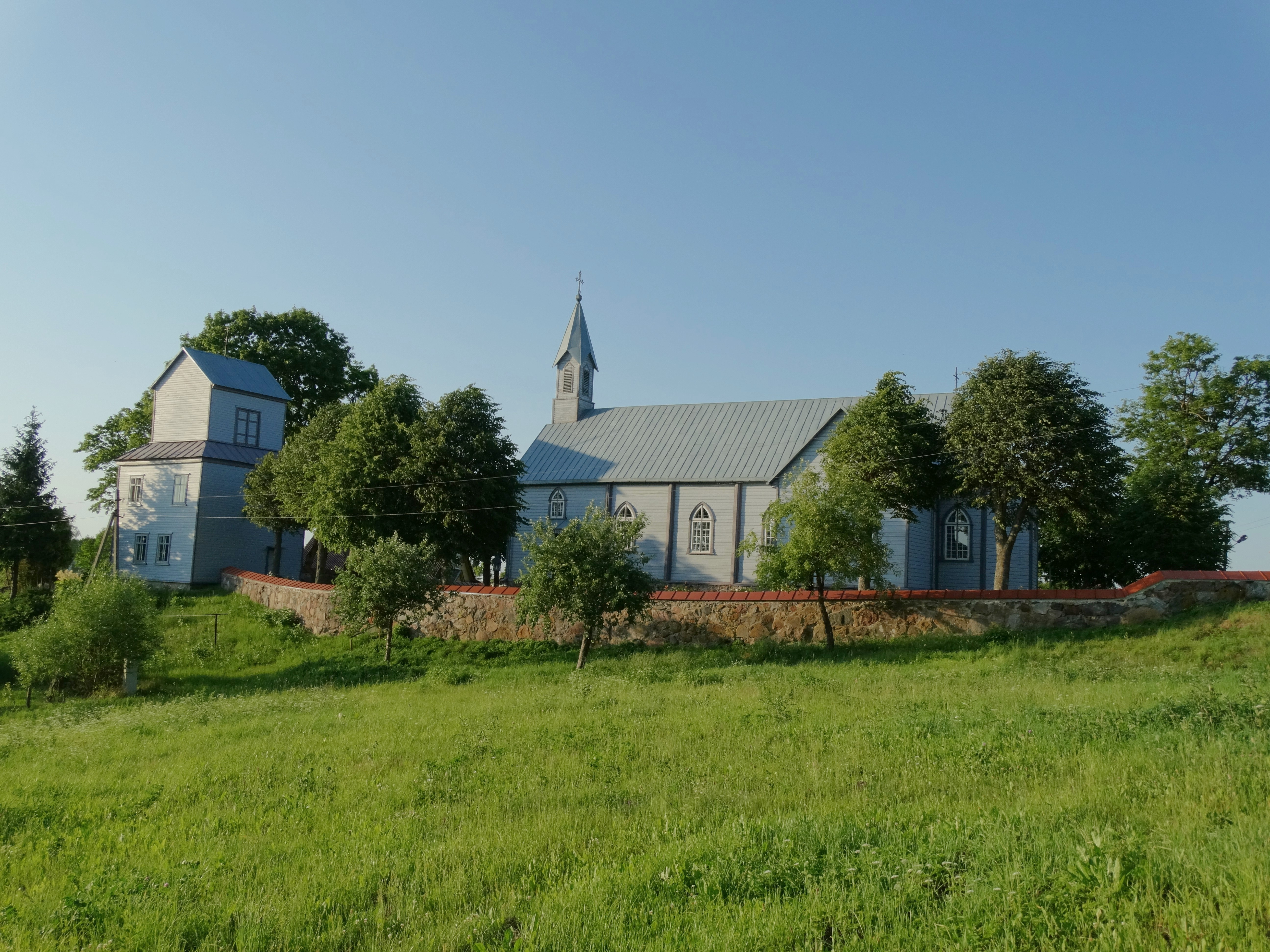
Kościół w Wieszwianach, 2015

Po III rozbiorze Polski w 1795 roku Wieszwiany, wcześniej wchodzące w skład Księstwa Żmudzkiego Rzeczypospolitej znalazły się na terenie powiatu telszewskiego guberni kowieńskiej Imperium Rosyjskiego. W II połowie XIX wieku należały do gminy Gadonów. 10 października 1920 roku na podstawie umowy suwalskiej przyznano je Litwie, która w okresie 1940–1990, jako Litewska Socjalistyczna Republika Radziecka, wchodziła w skład ZSRR.

### XVI–XXI wiek
Wieszwiany były miasteczkiem co najmniej od 1567 roku. W XVIII wieku były jednym z 28 traktów Księstwa Żmudzkiego.
Franciszek Piłsudski wzniósł tu w 1758 roku pierwszy drewniany kościół katolicki, filialny telszewski, pod wezwaniem św. Trójcy.
W 1858 roku powstała tu pierwsza szkoła, w 1918 albo 1919 – publiczna szkoła podstawowa, która w latach 1949–1961 była siedmioklasowa, od 1962 roku – ośmioklasowa, a od 1984 roku działa tu również szkoła średnia.
W 1923 roku uruchomiono tu pocztę.
Po II wojnie światowej Wieszwiany były centrum kołchozu „Droga Lenina”. Powstały tu wtedy: przychodnia lekarska, dom kultury i biblioteka.
W 2003 roku przyjęto herb wsi.

## Pałac
Do lat 90. XIX wieku właściciele majątku mieszkali tu w typowym klasycystycznym dworku. Antoni Huk rozbudował dom, tworząc okazały, trzynastoosiowy, dwukondygnacyjny pałac. W dalszym ciągu był on na planie prostokąta, z frontowym portykiem o czterech stylizowanych jońskich kolumnach w wielkim porządku. Portyk był zwieńczony trójkątnym frontonem otoczonym kroksztynami herbowymi z herbami Radwan i Nowina. Z tarasu portykowego do wnętrza domu prowadziły trzy półkoliście zwieńczone portfenetry. Od strony ogrodu czterokolumnowy portyk był w małym porządku i dźwigał balkon na pierwszej kondygnacji. Pałac był przykryty wysokim, łamanym na sposób polski, gontowym, czterospadowym dachem z sześcioma kominami. Przy prawej elewacji wznosiła się oranżeria.
W czasie rozbudowy gruntownej przebudowie uległy również dwutraktowe, amfiladowe wnętrza pałacu. Pomieszczenia na parterze były znacznie wyższe niż na piętrze, mając charakter reprezentacyjny. Urządzono je stylowymi meblami, głównie neobarokowymi i w stylu Ludwika XVI.
Dom był otoczony stosunkowo niewielkim parkiem. Przed domem był owalny gazon z klombami kwiatowymi.
Pałac został zdewastowany przez wojska rosyjskie już w 1914 roku, następnie został spalony i częściowo zburzony. Po 1920 roku już go nie odbudowano, w okresie międzywojennym ruiny rozebrano na cegłę.
Majątek Wieszwiany został opisany w 4. tomie Dziejów rezydencji na dawnych kresach Rzeczypospolitej Romana Aftanazego.